# عبدالله بن جعفر حمیری
عبداللّه بن جعفر حِمیَری؛ عالم و محدّث عرب شیعی در قرن سوم و قرن چهارم می‌باشد.

## ولادت
از تاریخ دقیق ولادت و وفات عبدالله بن جعفر اطلاعی دردست نیست، اما بدون شک در دوران امامت امام هادی (ع) و امام حسن عسکری (ع) و در دوره غیبت صغرا می‌زیسته است. (رجوع کنید به ادامه مقاله) حمیری، از مشایخ و بزرگان قم بود، در سالهای پایانی قرن سوم به کوفه سفر کرد و محدّثان آن شهر از وی احادیث بسیاری شنیدند.

## عالم و راوی
شیخ طوسی در رجال خود در میان اصحاب امام رضا (ع) از فردی به نام ابوالعباس حمیری یاد کرده که خویی ـ با ارائه دلایلی، از جمله تاریخ سفر حمیری به کوفه، که نجاشی آن را گزارش کرده ـ وی را غیر از عبداللّه بن جعفر حمیری دانسته است.
از جمله کسانی که حمیری از آنها روایت کرده عبارت‌اند از:
- ایوب بن نوح نخعی[۵]
- هارون بن مسلم[۶]
- احمد بن محمد بن خالد برقی[۷]
- محمد بن حسین بن ابی‌الخطاب[۸]
- محمد بن خالد طیالسی[۹]

مهم‌ترین راویان حدیث از حمیری عبارت‌اند از:
- فرزندش محمد بن عبدالله حمیری[۱۰]
- احمد بن محمد بن یحیی عطار قمی[۱۱]
- ابوعلی اسکافی[۱۲]
- محمد بن حسن بن ولید قمی[۱۳]
- علی بن حسین بن بابویه[۱۴]
- ابوغالب زُراری[۱۵]
- محمد بن موسی بن متوکل[۱۶]

حمیری نقش مهمی در روایت مکتوبات حدیثی محدّثان قم داشته است. همچنین نام وی در سلسله اسناد روایی بسیاری از آثار محدّثان شیعی کوفه و مناطق دیگر دیده می‌شود.

## فرزندان
حمیری علاوه بر فرزندش محمد، که فردی مشهور و صاحب تألیفات بوده، سه فرزند دیگر، به نامهای احمد و جعفر و حسین، داشته است که همگی دارای مکاتباتی با امام زمان (عج) بوده‌اند.

## آثار

### موضوعات مورد علاقه محدثان
حمیری آثار متعددی تألیف کرده که اغلب شامل موضوعات مورد علاقه محدّثان آن دوره است. از جمله موضوعاتی که محدّثان شیعه آن دوره آثار متعددی دربارهٔ آن تدوین کرده‌اند، پاسخهای ائمه به پرسشهای اصحاب دربارهٔ مسائل فقهی و کلامی است که موارد فراوانی از آنها در کتب اربعه نقل شده است.

### مکاتبات فقهی ـ کلامی
عبدالله بن جعفر حمیری برخی مکاتبات فقهی ـ کلامی بین امامان شیعه و اصحاب را گردآورده و آثاری با این موضوع تألیف کرده است.
وی در کتاب مسائل الرجال و مکاتباتهم اباالحسن الثالث، مکتوبات بین برخی اصحاب امام هادی (ع) با ایشان را، که غالباً مشتمل بر مسائل فقهی است، گرد آورده است.
نام برخی از این افراد در منابع حدیثی دیگر آمده است که عبارت‌اند از:
- حسن بن مالک[۲۲]
- محمد بن جزک[۲۳]
- حسین بن علی بن کیسان صنعانی[۲۴]
- ایوب بن نوح[۲۵]
- محمدبن سرو[۲۶]
- علی بن ریّان بن صلت[۲۷]

### مسائلُ لأبی محمدالحسن
حمیری همچنین کتابی با عنوان مسائلُ أبی محمدالحسن (ع) علی ید محمد بن عثمان العمری تألیف کرده که نقل قولهایی از آن در آثار گوناگون امامیه باقی مانده است.
براساس این نقل قولها، به نظر می‌رسد که بخش اعظم این کتاب، پرسشهای فقهی از امام عسکری (ع) بوده که حمیری آنها را از طریق محمد بن عثمان عَمْری به امام می‌رسانده و پاسخهایی نیز از طریق عمری می‌گرفته است.

### الدلائل
عبدالله بن جعفر حمیری آثاری نیز در موضوع امامت تألیف کرده است. وی کتاب مهمی با نام الدلائل داشته است که تا قرن هفتم موجود بوده و بهاءالدین اربلی و ابن‌طاووس بخشهایی از آن را نقل کرده‌اند. ابن‌طاووس نسخه‌ای از این کتاب را، به خط احمد بن حسین ابن غضائری، در اختیار داشته است.

### کتاب الغیبه
از جمله آثار حمیری دربارهٔ غیبت، کتاب الغیبة است. همچنین وی تألیف دیگری در این زمینه داشته که نجاشی هم از آن با نام الغیبة و الحیرة یاد کرده و احتمالاً همان است که طوسی، به نقل از ابوجعفر محمدبن جعفر ابن بُطّه قمی، نام آن را الفترة والحیرة ذکر کرده است.
ابن ابی‌زینب، ابن‌بابویه و شیخ طوسی در کتاب الغیبة روایات فراوانی دربارهٔ غیبت از حمیری نقل کرده‌اند که برگرفته از آثار وی در این باب است.
شیخ صدوق در کتاب التوحید روایاتی به نقل از مشایخ خود از حمیری آورده که احتمالاً از کتاب العظمة و التوحید یا کتاب التوحید و البداء و الارادة و الاستطاعة و المعرفة است که شیخ‌طوسی از کتاب اخیر با عنوان التوحید و الاستطاعة و الافاعیل و البداء یاد کرده است.

### قرب الاسناد
تنها کتاب موجود از حمیری، قرب‌الاِسناد است. نجاشی از سه کتاب حمیری با نامهای قرب‌الاسناد الی الرضا (ع)، قرب الاسناد الی ابی‌جعفر بن الرضا (ع)، و قرب الاسناد الی صاحب‌الامر (عج) یاد کرده، اما شیخ‌طوسی فقط از قرب‌الاسناد نام برده است.
قرب‌الاسناد به آثاری گفته می‌شود که در آن، محدّث احادیث را با کوتاه‌ترین طریق تا معصوم روایت کند. حمیری در تألیف این کتاب از متون کهن‌تر نیز بهره برده که از مهم‌ترین آنها، کتاب المسائل علی‌بن جعفر عُریضی است که حمیری بخش اعظم آن را در کتاب خود آورده است.
ابن‌ادریس حلّی روایاتی از قرب‌الاسناد حمیری نقل کرده، ولی به اشتباه این کتاب را به فرزند وی، محمد، نسبت داده است. منشأ این خطا ظاهراً آن است که سلسله سند آغازین کتاب به فرزند حمیری منتهی می‌شود.
شاهد مهم بر صحت انتساب قرب‌الاسناد به عبدالله بن جعفر حمیری، آن است که ابن‌ادریس حلّی، در نقل قول از این کتاب، حدیثی را بدون واسطه از محمد بن حسین بن ابی‌الخطاب (متوفی ۲۶۲ق) آورده که طبقه حدیثی آن تنها با طبقه مشایخ عبداللّه بن جعفر تطابق دارد.